# Réorganisation des corps d'infanterie français (1873)
Pour les articles homonymes, voir Réorganisation des corps d'infanterie français et Amalgame.
Cette page présente la réorganisation des corps d'infanterie français de 1873 conformément à la loi relative à l'organisation générale de l'armée du 24 juillet 1873 et au décret du 28 septembre 1873 sur la nouvelle composition des régions militaires.

## Décret du 28 septembre 1873
Le Président de la République française,

Vu la loi du 24 juillet 1873 sur l'organisation de l'armée

Décrète : 

Article 1er
Il est immédiatement créé dix-huit corps d'armée, destinés à occuper ultérieurement les dix-huit régions entre lesquelles le territoire de la France doit être divisé, conformément à l'article 1er de cette loi. Chacun de ces corps d'armée comprend deux divisions, et chaque division deux brigades d'infanterie.
Les 126 régiments d'infanterie et les 30 bataillons de chasseurs à pied seront, de suite, répartis entre ces corps, divisions et brigades, conformément au tableau annexé au présent décret.
 
Des décrets et décisions ultérieurs pourvoiront au complément de chaque corps d'armée en troupes de toutes armes, et, lorsque la loi des cadres aura été rendue, détermineront la composition de ses divers services conformément à la teneur de cette loi.
Les divisions et les brigades d'infanterie créées par le présent décret sont numérotées dans l'ordre des corps d'armée dont elles font partie :
 les divisions de 1 à 36, et les brigades de 1 à 72. Ces numéros leur seront dorénavant affectés et serviront, dans les rapports si les opérations de guerre, à les désigner simultanément avec les noms des officiers généraux qui les commanderont.
Les 1er, 2e, 4e, 5e, 6e, 7e et 8e corps d'armée, actuels sont dissous ; les divisions et troupes d'infanterie qui les composent entrent dans la formation des nouveaux corps d'armée. 
Article 2
Le ministre de la Guerre est chargé de l'exécution du présent décret
Fait à Versailles le 28 septembre 1873

Maréchal de Mac Mahon duc de Magenta
Par le Président de la République

Le ministre de la Guerre

Général du Barail

### Corps d'armée
Article 1er.
Sont nommés au commandement des dix-huit corps d'armée de l'intérieur, créés par le décret en date de ce jour, les officiers généraux dont les noms suivent :
- 1er corps d'armée : Justin Clinchant
- 2e corps d'armée : Jean-Baptiste Alexandre Montaudon
- 3e corps d'armée : Barthélémy Louis Joseph Lebrun
- 4e corps d'armée : Édouard Jean Étienne Deligny
- 5e corps d'armée : Henri Jules Bataille
- 6e corps d'armée : Félix Charles Douay
- 7e corps d'armée : Henri Eugène Philippe Louis d'Orléans, duc d'Aumale
- 8e corps d'armée : Auguste Alexandre Ducrot
- 9e corps d'armée : Ernest Louis Gustave Courtot de Cissey
- 10e corps d'armée : Jules Étienne Marie Forgeot
- 11e corps d'armée : Orphis Léon Lallemand
- 12e corps d'armée : Marie Hippolyte de Lartigue
- 13e corps d'armée : Joseph Alexandre Picard
- 14e corps d'armée : Charles Denis Santerre Bourbaki
- 15e corps d'armée : Henri Espivent de La Villesboisnet
- 16e corps d'armée : Édouard Alphonse Antoine baron Aymard
- 17e corps d'armée : Jules Victor Anatole de Salignac-Fénelon
- 18e corps d'armée : Louis Jean Baptiste d'Aurelle de Paladines

Article 2
Les prérogatives et attributions des commandants des dix-huit nouveaux corps d'armée se borneront, jusqu'à nouvel ordre, à celles définies par les règlements et instructions en vigueur pour les commandants des troupes actives.

Le commandement territorial continuera à appartenir jusqu'à la fixation, dans les formes déterminées par la loi, des dix-huit régions de
corps d'armée, aux généraux commandant les divisions territoriales.
Article 3
La date de l'entrée en fonctions de chacun des officiers généraux appelés au commandement d'un des dix-huit corps d'armée sera fixée par sa lettre de commandement.
Article 4
Le ministre de la Guerre est chargé de l'exécution du présent décret.
Fait à Versailles, le 28 septembre 1873.

Maréchal de Mac Mahon duc de Magenta
Par le Président de la République

Le ministre de la Guerre

Général du Barail

### Création de 18 régiments d'infanterie
Article 1er
Dans chacun des dix-huit corps d'armée de l'intérieur créés par le décret du 28 septembre courant, et dans le but de complémenter le chiffre des régiments nécessaires pour parfaire les quatre brigades d'infanterie composant les deux divisions affectées à chaque corps d'armée par l'article 6 de la loi du 24 juillet 1873, il sera immédiatement créé un huitième régiment dont les éléments seront pris dans les sept premiers.
Article 2
Les dix-huit régiment d'infanterie de ligne à créer, aux termes de l’article précédent, prendront le rang à la suite des régiments d'infanterie actuels et seront numérotés de 127 à 144, dans l'ordre des corps d'armée au sein desquels ils auront été formés :
- 127e régiment d'infanterie
- 128e régiment d'infanterie
- 129e régiment d'infanterie
- 130e régiment d'infanterie
- 131e régiment d'infanterie
- 132e régiment d'infanterie
- 133e régiment d'infanterie
- 134e régiment d'infanterie
- 135e régiment d'infanterie
- 136e régiment d'infanterie
- 137e régiment d'infanterie
- 138e régiment d'infanterie
- 139e régiment d'infanterie
- 140e régiment d'infanterie
- 141e régiment d'infanterie
- 142e régiment d'infanterie
- 143e régiment d'infanterie
- 144e régiment d'infanterie

Article 3
La formation de chacun des régiments dont il s'agit aura lieu en réunissant 21 compagnies constituées, prélevées à raison de 3 par régiment sur les 7 régiments d'infanterie attribués à chaque corps d'armée par le décret du 28 septembre 1873. Ces compagnies ne seront pas remplacées dans le régiment qui les aura fournies ; de telle sorte que les 8 régiments d'infanterie de chaque corps d'armée comprendront chacun 21 compagnies. 
Article 4
Le nombre des compagnies de chaque régiment d'infanterie de ligne se trouvant réduit à 21 compagnies, les quatrièmes bataillons actuels cesseront d'exister, et jusqu'à ce que la loi à intervenir sur les cadres ait statué sur ce point, chacun de ces régiments comprendra 3 bataillons à 6 compagnies et 3 compagnies de dépôt.
etc.... 
Article 8
Le ministre de la Guerre est chargé de l'exécution du présent décret.
Fait à Versailles, le 28 septembre 1873.

Maréchal de Mac Mahon duc de Magenta
Par le Président de la République

Le ministre de la Guerre

Général du Barail

## Régions militaires
Le Président de la République française,

Décrète :
Article 1er
En vue d'assurer l'unité du commandement, et en attendant la promulgation du règlement d'administration, publique qui doit déterminer les régions et subdivisions de régions, les modifications suivantes sont apportées à la composition territoriale des divisions militaires.
Article 2
La 4e division militaire est provisoirement reconstituée à Châlons-sur-Marne.

Elle comprend les départements de la Marne, des Ardennes, de l'Aube, de la Meuse, des Vosges et de Meurthe-et-Moselle.
Article 3
Sont réunis :

A la 1re division militaire, les départements de l'Orne, de la Somme, de la Mayenne, de la Sarthe et de Loir-et-Cher, détachés des 2e, 3e, 16e et 18e divisions militaires.
A la 7e division militaire, le territoire de Belfort.
A la 9e division militaire, les départements de l'Ardèche et du Gard, détachés des 8e et 10e
divisions militaires.
A la 10e division militaire, le département du Tarn, détaché de la 12e division militaire.
A la 12e division militaire, les départements de l’Ariège, du Gers et de Lot-et-Garonne, détachés des 11e, 13e et 14e divisions militaires.
A la 15e division militaire, les départements du Morbihan et du Finistère, détachés de la 16e division militaire.
A la 18e division militaire, les départements des Deux-Sèvres, de Maine-et-Loire et de l'Indre, détachés des 15e et 19e divisions militaires.
A la 19e division militaire, les départements de la Côte-d'Or et de Saône-et-Loire, détachés de la 8e division militaire.
A la 20e division militaire, les départements de la Loire et de l'Allier, détachés de la 19e
division militaire.
A la 21e division militaire, le département de la Dordogne, détaché de la 14e division militaire.
A la 22e division militaire, le département de la Drôme, détaché de la 8e division militaire.
Article 4
Le ministre de la Guerre est chargé de l'exécution du présent décret.
Fait à Versailles, le 28 septembre 1873.

Maréchal de Mac Mahon duc de Magenta
Par le Président de la République

Le ministre de la Guerre

Général du Barail

### Commandement des régions militaires
Le Président de la République française,

Décrète
Article 1er
Pour faire suite au décret de ce jour déterminant la nouvelle composition transitoire des divisions militaires territoriales, les modifications énumérées dans les articles suivants sont apportées au commandement actuel de ces divisions.
Article 2
Les commandants des corps d'armée désignés ci-après sont appelés à réunir provisoirement au commandement de corps d'armée qui leur a été conféré par le décret du 28 septembre 1873, le commandement d'une division militaire territoriale,

Savoir :

- Le général commandant le 1er corps d'armée est nommé commandant de la 3e division militaire, à Lille.
- Le général commandant le 3e corps d'armée est nommé commandant de la 2e division militaire, à Rouen.
- Le général commandant le 6e corps d'armée est nommé commandant de la 4e division militaire, à Châlons-sur-Marne, division reconstituée par le décret en date d'aujourd'hui.
- Le général de division commandant le 7e corps d'armée est nommé commandant de la 7e division militaire, à Besançon.
- Le général commandant le 8e corps d'armée est nommé commandant de la 19e division militaire, à Bourges.
- Le général commandant le 9e corps d'armée est nommé commandant de la 18e division militaire, à Tours.
- Le général commandant le 10e corps d'armée est nommé commandant de la 16e division militaire, à Rennes.
- Le général commandant le 11e corps d'armée est nommé commandant de la 15e division militaire, à Nantes.
- Le général commandant le 12e corps d'armée est nommé commandant de la 21e division militaire, à Limoges.
- Le général commandant le 13e corps d'armée est nommé commandant de la 20e division militaire, à Clermont-Ferrand.
- Le général commandant le 17e corps d'armée est nommé commandant de la 12e division militaire, à Toulouse.

Article 3
Les commandants des trois corps d'armée suivants sont appelés à exercer provisoirement le commandement supérieur de deux divisions militaires voisines,

Savoir :
- Le général commandant le 15e corps d'armée est nommé commandant supérieur des 9e et 17e divisions militaires, à Marseille.
- Le général commandant le 16e corps d'armée est nommé commandant supérieur des 10e et 11e divisions militaires, à Montpellier.
- Le général commandant le 18e corps d'armée est nommé commandant supérieur des 13e et 14e divisions militaires, à Bordeaux.
- Les généraux commandant les 11e, 13e et 17e divisions militaires conservent dans leurs mains l'action et le service de la justice militaire pour ce qui concerne leurs divisions respectives.

Article 4
Les généraux investis à la fois du commandement d'un corps d'armée et du commandement provisoire d'une ou de deux divisions territoriales, prennent, suivant le cas, le titre de général commandant le xe corps d'armée et la xe division militaire, ou celui de général
commandant le xe corps d'armée et commandant supérieur des xe et ze divisions militaires.
etc.... 
Article 6
Le ministre de la Guerre est chargé de l'exécution du présent décret.
Fait à Versailles, le 28 septembre 1873.

Maréchal de Mac Mahon duc de Magenta
Par le Président de la République

Le ministre de la Guerre

Général du Barail

### Les régions et subdivisions de région
1re Région
La 1re Région qui a pour chef lieu Lille, comprend les départements du Nord et du Pas-de-Calais.
2e Région
La 2e Région qui a pour chef lieu Amiens, comprend les départements de l'Aisne, de l'Oise, de la Somme, de Seine-et-Oise (arrondissement de Pontoise) et de la Seine (cantons de Saint-Denis, de Pantin et des 10e, 19e et 20e arrondissements de Paris).
3e Région
La 3e Région qui a pour chef lieu Rouen, comprend les départements du Calvados, de l'Eure, de la Seine-Inférieure, de Seine-et-Oise (arrondissements de Mantes et de Versailles) et de la Seine (cantons de Courbevoie, de Neuilly-sur-Seine et des 1er, 7e, 8e, 9e, 15e, 16e, 17e et 18e arrondissements de Paris).
4e Région
La 4e Région qui a pour chef lieu Le Mans, comprend les départements du Calvados, d'Eure-et-Loir, de la Mayenne, de l'Orne, de la Sarthe, de Seine-et-Oise (arrondissement de Rambouillet) et de la Seine (cantons de Villejuif, de Sceaux et des 4e, 5e, 6e, 13e et 14e arrondissements de Paris).
5e Région
La 5e Région qui a pour chef lieu Orléans, comprend les départements du Loiret, de Loir-et-Cher, de Seine-et-Marne, de l'Yonne, de Seine-et-Oise (arrondissements d'Étampes et de Corbeil) et de la Seine (cantons de Charenton-le-Pont, de Vincennes et des 2e, 3e, 11e et 12e arrondissements de Paris)
6e Région
La 6e Région qui a pour chef lieu Châlons-sur-Marne, comprend les départements des Ardennes, de l'Aube, de la Marne, de Meurthe-et-Moselle, de la Meuse et des Vosges.
7e Région
La 7e Région qui a pour chef lieu Besançon, comprend les départements de l'Ain, du Doubs, du Jura, de la Haute-Marne, du Haut-Rhin, de la Haute-Saône et du Rhône (canton de Neuville-sur-Saône, 4e et 5e arrondissements de Lyon.
8e Région
La 8e Région qui a pour chef lieu Bourges, comprend les départements du Cher, de la Côte-d'Or, de la Nièvre, de Saône-et-Loire et du Rhône (arrondissement de Villefranche-sur-Saône).
9e Région
La 9e Région qui a pour chef lieu Tours, comprend les départements de Maine-et-Loire, d'Indre-et-Loire, de l'Indre, des Deux-Sèvres et de la Vienne.
10e Région
La 10e Région qui a pour chef lieu Rennes, comprend les départements des Côtes-du-Nord, de la Manche et d'Ille-et-Vilaine
11e Région
La 11e Région qui a pour chef lieu Nantes, comprend les départements du Finistère, de la Loire-Inférieure, du Morbihan et de la Vendée
12e Région
La 12e Région qui a pour chef lieu Limoges, comprend les départements de la Charente, de la Corrèze, de la Creuse, de la Dordogne et de la Haute-Vienne.
13e Région
La 13e Région qui a pour chef lieu Clermont-Ferrand, comprend les départements de l'Allier, de la Loire, du Puy-de-Dôme, de la Haute-Loire, du Cantal et du Rhône (cantons de L'Arbresle, Condrieu, Limonest, Mornant, Saint-Symphorien, Saint-Laurent-de-Chamousset et Vaugneray).
14e Région
La 14e Région qui a pour chef lieu Grenoble, comprend les départements des Hautes-Alpes, de la Drôme, de l'Isère, de la Savoie, de la Haute-Savoie et du Rhône (cantons de Givors, Saint-Genis-Laval, Villeurbanne, 1er, 2e, 3e et 6e arrondissements de Lyon).
15e Région
La 15e Région qui a pour chef lieu Marseille, comprend les départements des Basses-Alpes, des Alpes-Maritimes, de l'Ardèche, des Bouches-du-Rhône, de la Corse, du Gard, du Var et de Vaucluse.
16e Région
La 16e Région qui a pour chef lieu Montpellier, comprend les départements de l'Aude, de l'Aveyron, de l'Hérault, de la Lozère, du Tarn et des Pyrénées-Orientales.
17e Région
La 17e Région qui a pour chef lieu Toulouse, comprend les départements de l'Ariège, de la Haute-Garonne, du Gers, du Lot, de Lot-et-Garonne et de Tarn-et-Garonne.
18e Région
La 18e Région qui a pour chef lieu Bordeaux, comprend les départements de la Charente-Inférieure, de la Gironde, des Landes, des Basses-Pyrénées et des Hautes-Pyrénées.

## Cavalerie
Le Président de la République française,

Décrète :
Article 1er
Dans le but de préparer l'exécution de la loi du 24 juillet 1873, sur l'organisation générale de l'armée, en répartissant les escadrons de cavalerie, actuellement existants, en un plus grand nombre de régiments de cavalerie, de façon à pouvoir organiser, conformément à l'article 6 de ladite loi, les brigades de cavalerie affectées aux dix-huit corps d'armée, tout en réservant les régiments nécessaires aux
divisions spéciales de cette arme, il est créé quatorze nouveaux régiments de cavalerie.
Article 2
Cette création a lieu en prélevant un escadron constitué sur les 6 escadrons de chacun des 56 régiments de cavalerie actuellement existants, les régiments de chasseurs d'Afrique et de spahis mis à part.
Article 3
Les 56 escadrons, ainsi obtenus, sont répartis par groupes de 4 escadrons, autant que possible de même arme, et destinés à former un des nouveaux régiments.
Article 4
La cavalerie de France se trouve ainsi constituée en 56 régiments à 5 escadrons, et 14 régiments provisoirement à 4 escadrons. Dans chacun des anciens régiments les troisièmes chefs d'escadrons, les troisièmes adjudants-majors et un des emplois d'adjudant sous-officier, se trouvent ainsi supprimés. Ceux des titulaires qui ne peuvent trouver place dans l'organisation des nouveaux régiments sont provisoirement mis à la suite.
Article 5
Les 14 régiments de nouvelle formation comprendront :
- 6 régiments de dragons, numéros 21 à 26 ;
- 6 régiments de chasseurs, numéros 15 à 20;
- 2 régiments de hussards, numéros 11 et 12.

etc.... 
Article 10
Le ministre de la Guerre est chargé de l'exécution du présent décret.
Fait à Versailles, le 28 septembre 1873.

Maréchal de Mac Mahon duc de Magenta
Par le Président de la République

Le ministre de la Guerre

Général du Barail